# 刘平国刻石
42°19′28.2″N 82°30′20.3″E / 42.324500°N 82.505639°E
刘平国刻石是位于新疆维吾尔自治区拜城县东北150公里黑英山乡博孜克日格沟沟口一巨型山岩壁间的东汉时期隶书摩崖石刻，石刻内容记叙了龟兹左将军刘平国率人凿岩筑亭、修建关隘的事迹。

## 名称
刘平国刻石别名很多，如清代碑帖鉴定家方若所撰的《校碑随笔》中称其为“龟兹左将军刘平国摩崖”，1984年中华书局出版的《善本碑帖录》称其为“龟兹左将军刘平国刻石摩崖”，孟宪钧《小残卷斋藏碑帖选刊》中称其为“刘平国摩崖刻石”，还有“刘平国治路颂”、“刘平国治关亭诵”、“龟兹刻石”、“刘平国碑”等名。

## 摩崖位置
摩崖位于黑英山乡玉开都维村北约1.5千米，博孜克日格沟口西侧山体，博孜克日克沟沟口位于天山南簏拜城县黑英山乡喀拉塔格山麓，是克孜勒河支流博孜克日格河的出山口，距离拜城县城132公里、库车县城175公里、克孜尔石窟120公里，从克孜尔大桥西侧的入口北去则有86公里。

## 发现与保护
清朝光绪五年（公元1879年）夏，正随陕甘总督左宗棠收复新疆的帮办新疆军务广东陆路提督张曜派军士查探翻越天山的捷径，有军士在迷路时无意间发现了岩壁间微露的石刻字迹，从而发现了该石刻。消息传开后，不断有人前来访古，并制作拓片。
自十九世纪晚期发现以来，中国国内不少学者曾予著录、研究，如王树枏《新疆访古录》、罗振玉《西垂石刻录》、王国维《观堂集林》、黄文弼《塔里木盆地考古记》等书中对该刻石均有介绍、分析。1928年，黄文弼到拜城考察该摩崖时，上面的字迹已非常模糊，“惜字多剥蚀，不尽可辨”。
1957年1月4日，刘平国治关亭诵石刻被公布为第一批新疆维吾尔自治区文物保护单位。2002年，拜城发生特大洪水，对石刻造成破坏。朱玉麒教授2008年前往考察时发现石刻周围石壁上有不少涂画，而2002年洪水留下的水位线造成的破坏仍可看到。2011年，拜城县利用自治区文物保护专项经费80万元，对刘平国治关城诵石刻遗址进行初步保护，完成了刘平国将军纪念碑、200米长的防洪等工程。根据新疆维吾尔自治区人民政府2012年3月22日公布第一批区级重点文物保护单位保护范围、建设控制地带，“刘平国治关城诵”石刻的保护范围为石刻本体四周向外延伸50米，建设控制地带为保护范围向外延伸100米。2017年4月，拜城县对该遗址进行了第二次维护，维修了被洪水破坏的防洪坝，同时在遗址保护范围内安装了750米长的钢丝围栏、大门，共花费文物保护专项资金40万元。
2019年10月16日，2019年10月7日成文的《国务院关于核定并公布第八批全国重点文物保护单位的通知》正式发布，刘平国刻石被公布为第八批全国重点文物保护单位，分属石窟寺及石刻类别。

## 石刻内容

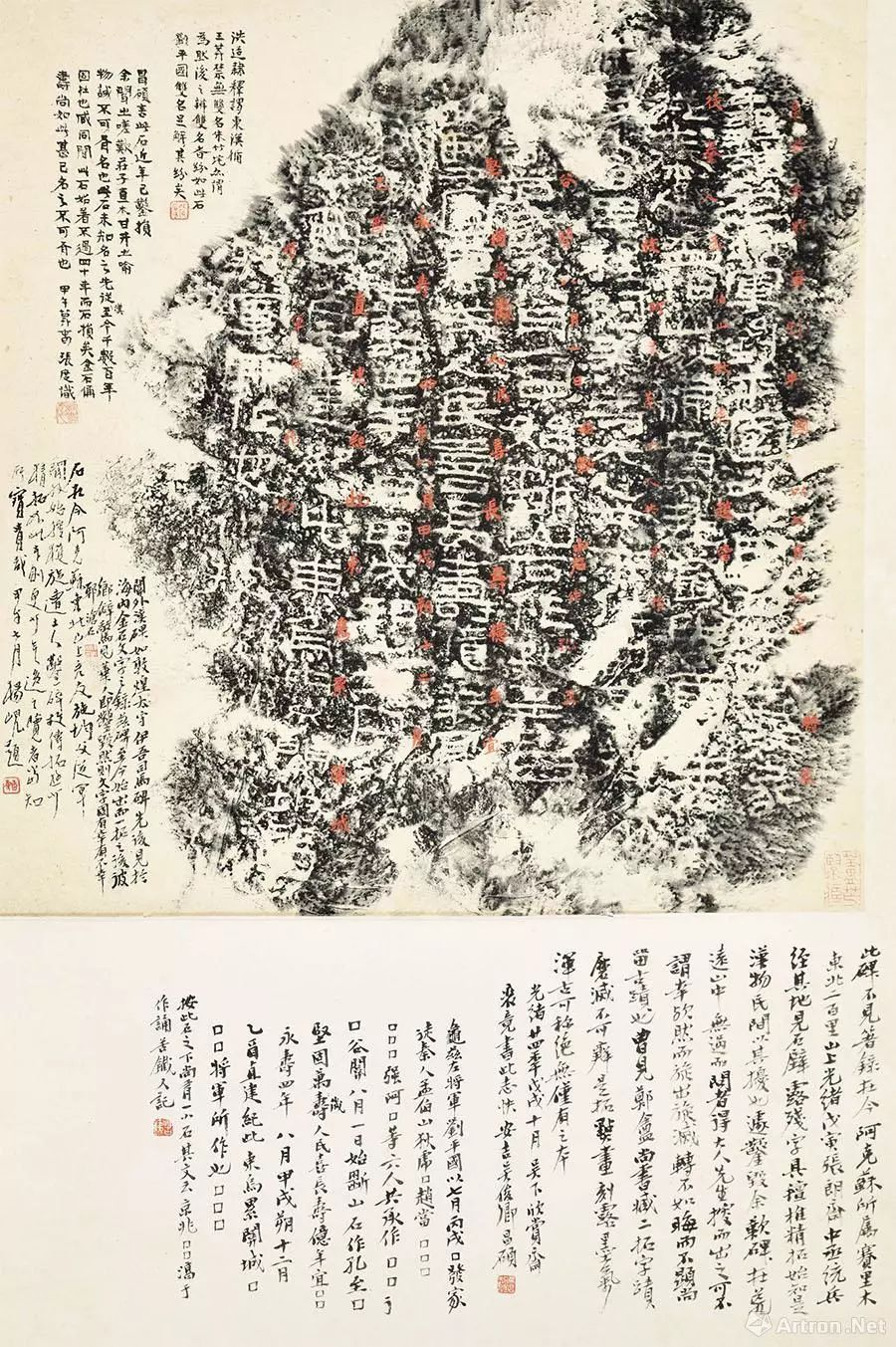
吴昌硕、杨岘、张度跋《汉龟兹左将军刘平国刻石摩崖》

刻石内容为隶书，共8行，每行7到16字不等，共计105字；后附别刻3行，共11字。根据内容可知其刻于东汉汉桓帝时期，记载了龟兹左将军刘平国开拓工程的事迹。